# Polyosma blaoensis
Polyosma blaoensis är en tvåhjärtbladig växtart som beskrevs av O. Lecompte. Polyosma blaoensis ingår i släktet Polyosma och familjen Escalloniaceae. Inga underarter finns listade i Catalogue of Life.